# Rust en Vreugd (Kaapstad)

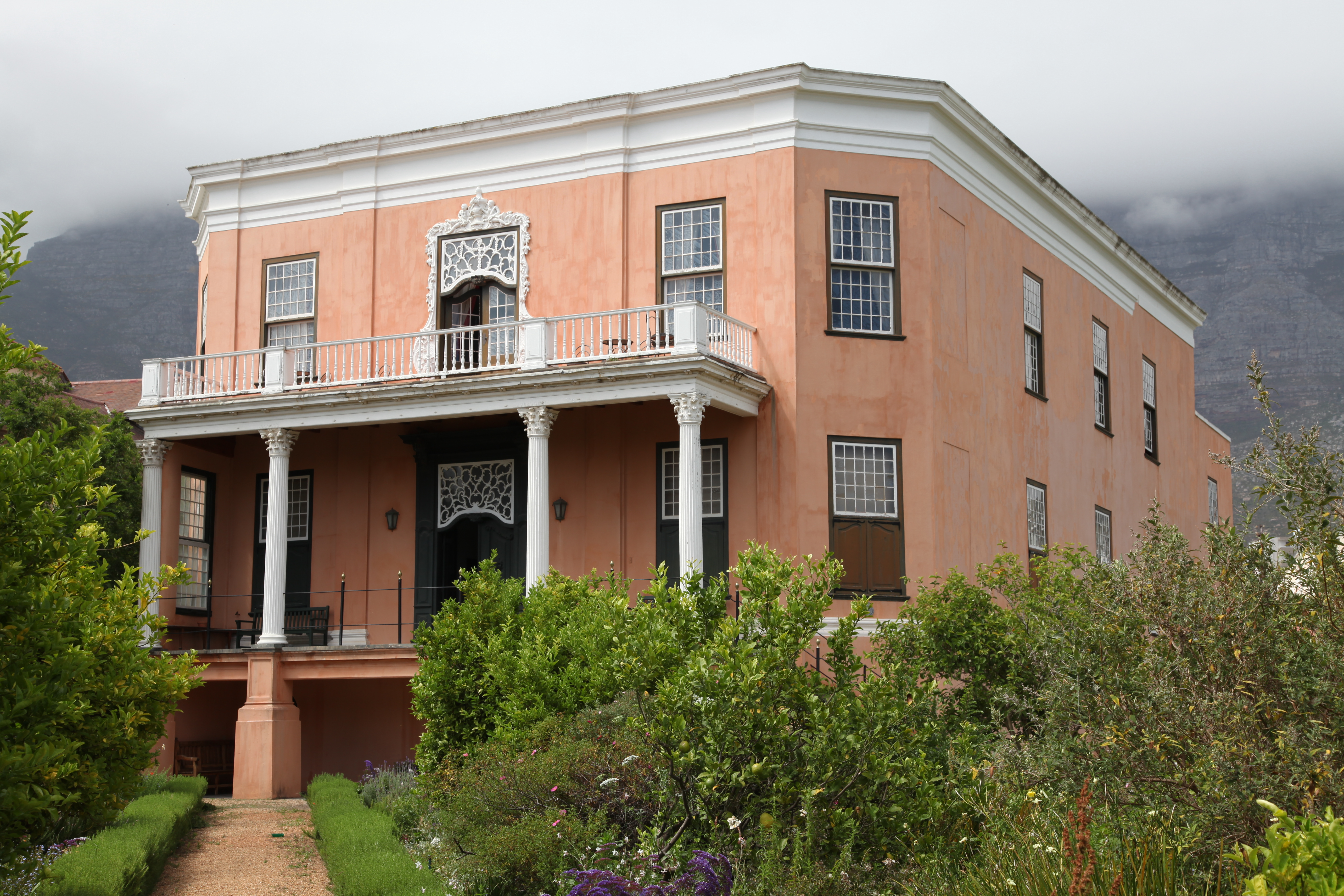
Rust en Vreugd

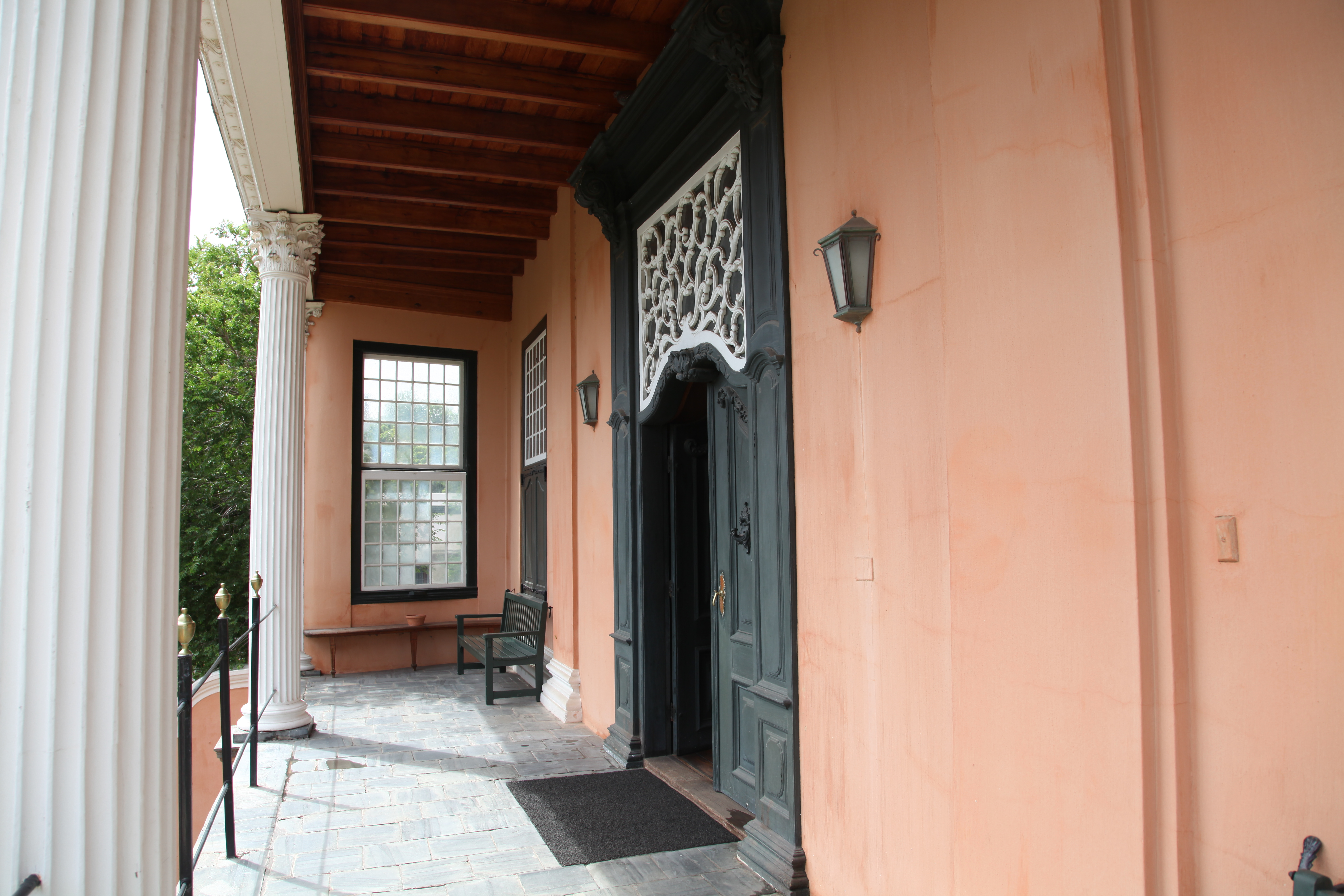
Voorstoep

Rust en Vreugd in de Buitenkantstraat in de Zuid-Afrikaanse stad Kaapstad is een van de weinige overgebleven 18e-eeuwse gebouwen in de stad. Het huis werd in 1778 gebouwd en was het raadhuis van Kaapstad ten tijde van de VOC. Reeds in 1940 is het gebouw tot nasionale gedenkwaardigheid verklaard.
Heden ten dage is een museum in het gebouw gevestigd. In dit museum vind je een selectie van de wereldberoemde William Fehr collectie. Hij heeft de 16e tot de 19e eeuw van Zuid-Afrika in beeld gebracht via prenten.